# タンブナン
タンブナン(Tambunan)は東マレーシア・ボルネオ島のサバ州の内陸にある町。ほとんどの住人がドゥスン族(Dusun)で、その他に少数のマレー人と華人が暮らしている。州都のコタ・キナバルの東約80km、ラナウの南48km、クニンガウの北48kmに位置している。標高は平均で750mである。町はクロッカー山脈の谷間に位置している。谷には田園が広がり、町の周囲には竹林がある。町の郊外にはラフレシアの保安林が広がり、開花情報が得られるラフレシア・インフォメーション・センターがある。 